# Le Faucon, le Coq et le Faisan
Pour plus de détails, voir Fiche technique et Distribution.
Le Faucon, le Coq et le Faisan (The Leghorn Blows at Midnight) est un court métrage d'animation de la série Merrie Melodies réalisé par Robert McKimson qui met en scène Charlie le coq et Hennery le faucon. Le court métrage a été diffusé pour la première fois le 6 mai 1950.

## Fiche technique
- Réalisation : Robert McKimson
- Scénario : Warren Foster
- Production : Warner Bros. Cartoons
- Musique originale : Carl Stalling
- Montage : Treg Brown
- Format : 35 mm, ratio 1.37 :1, couleur Technicolor, mono
- Durée : 7 minutes
- Pays de production :  États-Unis
- Langue : anglais
- Genre : animation
- Distribution : 
  - 1950 : Warner Bros. Pictures cinéma
  - 2023 : Warner Home Video DVD
- Date de sortie : 
  - États-Unis : 6 mai 1950

## Distribution
- Charlie le coq, George P. Dog et Hennery le faucon
- VO par Mel Blanc (voix)